# Rete tranviaria di Werder
La rete tranviaria di Werder era una piccola rete tranviaria a cavalli, in esercizio nella città prussiana di Werder dal 1895 al 1926.

## Storia
Il 27 luglio 1895 entrò in servizio una tranvia a cavalli fra la stazione ferroviaria di Werder e il centro cittadino (Markt), posto su un'isola al centro del fiume Havel. La linea risultò lunga 2,8 km e veniva percorsa in 26 minuti.
Nonostante le piccole dimensioni della città, il traffico sulla linea risultò elevato grazie all'afflusso di turisti e gitanti provenienti dalla vicina Berlino: Werder, sita in un idillico paesaggio lacustre, si stava infatti sviluppando come meta apprezzata per le gite fuori porta degli abitanti della capitale.
Nel 1912 l'amministrazione cittadina approvò la costruzione una seconda linea, che si sarebbe diramata dalla prima presso le scuole e avrebbe raggiunto il vicino paese di Glindow costeggiando il lago omonimo. Questa diramazione entrò in servizio il 15 giugno 1914, ma fu chiusa dopo pochi anni di esercizio (intorno al 1920) per problemi d'esercizio causati dalle elevate pendenze della strada.
Tuttavia la fine arrivò presto anche per la linea originaria, non più sufficiente per il traffico turistico in continuo aumento: il progetto di elettrificazione fu scartato per motivi economici, e si optò per un semplice servizio automobilistico, che sostituì la vecchia tranvia a partire dal 7 agosto 1926.

## Le linee
Per la maggior parte della sua esistenza la rete di Werder constava di un'unica linea che collegava la stazione al centro cittadino (Markt).
Con l'attivazione della diramazione per Glindow il servizio venne organizzato fra due linee, identificate da colori diversi: la linea originaria ottenne il colore blu, mentre la nuova linea – gialla – collegava la stazione a Glindow.